# Jacob Dalton
Jacob Dalton (* 19. August 1991 in Reno (Nevada)) ist ein US-amerikanischer Kunstturner. Sein bisher größter Erfolg war der Gewinn der Silbermedaille im Bodenturnen bei den Turn-Weltmeisterschaften 2013 in Antwerpen.